# 우치무라 고헤이
우치무라 고헤이(일본어: 内村 航平, 1989년 1월 3일~)는 일본의 전직 체조 선수이다.

## 생애
그는 3세때 나가사키현의 스포츠 클럽에서 체조를 시작했다. 그의 부모 우치무라 가즈히사와 슈코는 모두 체조 선수로 활동했다. 그는 15세때 도쿄로 이주했고 2004년 하계 올림픽 금메달리스트 쓰카하라 나오야와 함께 훈련했다.

## 선수 경력
우치무라는 2007년에 일본 국가대표로 처음 발탁되었다. 그는 주요 국제 대회인 2007년 파리 그랑프리에서 시니어 무대에 데뷔했다. 그는 도마에서 동메달을 땄고 마루 운동에서 9위를 했다. 8월에는 방콕에서 열린 2007년 하계 유니버시아드에 참가하여 마루 운동과 단체전에서 우승했다. 또한 도마 종목에서도 3위에 오름면서 동메달을 추가했다. 10월에 열린 일본 선수권 대회 개인종합 7위에 올랐다.
2008년 5월에 텐진에서 열린 톈진 그랑프리 대회에서 마루 부문 금메달을 따면서 2008년 시즌을 시작했다. 그 해 여름에 그는 2008년 베이징에서 열리는 2008년 하계 올림픽에 참가하는 일본 국가대표 선수로 선발되었다. 그는 개인 종합 결승에서 은메달을 획득했으며 마루 운동에서 5위를 했다.
2009년 10월에 런던에서 열린 2009년 세계 선수권 대회에 출전했다. 그는 개인종합 경기에서 2위인 대니얼 키팅스보다 2.575점 앞서 마루 운동, 링, 도마와 철봉에서 최고 점수를 기록했으며 금메달을 차지했다. 이 대회에서 우치무라는 마루 운동 부문 4위를 했고 평행봉 부문 6위를 했다.